# Ślęza
Die Ślęza [ˈɕlɛ̃za] (deutsch Lohe, früher auch Lawa, Lau, Slenze, Sclenza) ist ein linker Nebenfluss der Oder in Polen.
Der Ursprung des ca. 72 km langen Flusses liegt beim Dorfe Kubice (Kaubitz) in der Gemeinde Ząbkowice Śląskie (Frankenstein). Ihr Oberlauf bis zur Einmündung der Kleinen Lohe bei Borów (Markt Bohrau) hat eine Länge von etwa 36 km und wurde früher auch als Große Lohe bezeichnet, an ihm befindet sich die Stadt Niemcza (Nimptsch). 15 km flussabwärts der Stadt erhebt sich westlich der Flussniederung die Ślęża (Zobtenberg).
Der Fluss verläuft in nördliche Richtung zur Stadt Breslau und fließt westlich an der Kernstadt vorbei; bei Maślice Małe (Klein Masselwitz) im Außenbezirk Fabryczna mündet er in die Oder.
Ausgelöst durch ein Sommer-Hochwasser im Jahre 1926 wurden in den Jahren 1929 bis 1931 umfangreiche Regulierungsarbeiten (Begradigungen, Eindämmungen) durchgeführt.
Die Mała Ślęza (deutsch Kleine Lohe), der größte Nebenfluss oder auch der rechte Quellfluss, entspringt 2 km östlich der Quelle der Lohe bei dem Dorf Kobyla Głowa (Kobelau) in der Gemeinde Ciepłowody. Ihre Fließrichtung verläuft nach Nordosten, wo sie dicht an der Stadt Strzelin (Strehlen) vorbeiführt. Sie hat eine Länge von etwa 42 km.